# Guenrouet
Guenrouet település Franciaországban, Loire-Atlantique megyében. Lakosainak száma 3577 fő (2022. január 1.). Guenrouet Blain, Bouvron, Fégréac, Le Gâvre, Plessé, Quilly, Sainte-Anne-sur-Brivet, Saint-Gildas-des-Bois és Sévérac községekkel határos.

## Népesség
A település népességének változása:
| Lakosok száma | 2368 | 2270 | 2383 | 2780 | 3254 | 3322 | 3349 | 3374 | 3378 | 3577 |
|               | 1968 | 1982 | 1990 | 2006 | 2013 | 2015 | 2017 | 2019 | 2020 | 2022 |